# Brug 657
Brug 657 is een bouwkundig kunstwerk in Amsterdam Nieuw-West.
Het is een zogenaamde duikerbrug gebouwd in de Jan Evertsenstraat over een afwateringstocht ten oosten van de Ringspoordijk. De brug werd in 1959 ontworpen door Peter Pennink voor de Dienst der Publieke Werken. De bebouwing van de gemeente Amsterdam rukte in die jaren weer een stuk westwaarts, waarbij die ringspoordijk een soort natuurlijke grens vormde. De brug is circa 31,5 meter breed; de onderliggende duiker is iets langer, want deze loopt schuin onder het brugdek. De brug in de lengterichting is ruim dertig meter lang, terwijl de onderliggende duiker “slechts" 3 meter is. Op 29 juni 1959 vond de aanbesteding plaats; in het najaar 1959 begonnen de werkzaamheden, in de zomer van 1960 was de brug klaar. De witte betonnen koker van de duiker is duidelijk te onderscheiden in de gevelwanden, die is opgevuld met puimblokken van basalt. 
De bouw van de brug vond plaats in een periode dat het nog grotendeels volledig groen gebied was, op de Garage West van het GVB na.
<<< · 600 · 601 · 602 · 603 · 604 · 605 · 606 · 607 · 608 · 609 · 610 · 611 · 612 · 613 · 614 · 615 · 616 · 617 · 618 · 619 · 620 · 621 · 622 · 623 · 624 · 626 · 627 · 628 · 629 · 630 · 631 · 632 · 633 · 634 · 635 · 636 · 637 · 638 · 639 · 643 · 651 · 652 · 653 · 655 · 656 · 657 · 658 · 659 · 660 · 661 · 662 · 663 · 664 · 665 · 666 · 667 · 668 · 669 · 670 · 671 · 673 · 674 · 675 · 676 · 677 · 678 · 679 · 681 · 682 · 683 · 684 · 685 · 687 · 688 · 689 · 690 · 691 · 692 · 695 · 696 · 699 · >>>
Verdwenen brugnummers: 625 (afgebroken brug Sam van Houtenstraat), 640, 644, 645, 646, 647, 648, 650, 672 (duiker Cornelis Lelylaan, Rembrandtpark), 694, 698.
Nooit gebouwd: 649, 680 (nooit gebouwde brug Sloterplas).
Brugnummers 641, 642, 654, 686, 693, 694 en 697 zijn onbekend.